# Martwy sezon (film 1968)
Martwy sezon (org. Мёртвый сезон) – radziecki film sensacyjno-szpiegowski z 1968 roku w reż. Sawwy Kulisza.

## Fabuła
Wywiad radziecki wpada na trop groźnego zbrodniarza hitlerowskiego doktora Hassa, który w małym kurorcie Darheit jednego z państw zachodnich, pod zmienionym nazwiskiem (Born) kontynuuje swoje prace pod przykrywką firmy farmaceutycznej. Hass jest wynalazcą gazu "RH" porażającego psychikę ludzką i zmieniającego człowieka w posłuszne, robocze zwierzę. Agent radzieckiego wywiadu pułkownik Ładejnikow otrzymuje zadanie wykrycia zbrodniarza. Jest to o tyle trudne, że wywiadowca nie wie jak on wygląda, a "centrala" nie dysponuje żadnym jego zdjęciem czy choćby rysopisem. Zwierzchnicy Ładejnikowa odnajdują jednak człowieka, który mógłby rozpoznać Hassa. Jest to były więzień obozu koncentracyjnego i świadek prowadzonych przez niego pseudoeksperymentów Sawuszkin, obecnie podrzędny aktor teatru dziecięcego. Nie ma wprawdzie żadnego doświadczenia w pracy w wywiadzie, ale doskonale pamięta Hassa oraz świetnie mówi po niemiecku. Po długich wahaniach Sawuszkin decyduje się przyjąć propozycję specsłużb i wyjeżdża do Darheita w charakterze zachodnioniemieckiego turysty. Pomimo usilnych starań Sawuszkin i Ładejnikow nie są w stanie dotrzeć do Hassa – znajduje się on pod ochroną lokalnego wywiadu, a sam Ładejnikow jest inwigilowany przez kontrwywiad lokalny, CIA i Bundesnachrichtendienst, które również żywo interesuje się badaniami Hassa. Okazją dla identyfikacji niemieckiego zbrodniarza staje zabójstwo przez agenta zachodniego wywiadu jednego z jego współpracowników – prof. O'Reillyego. Ten odpowiedzialny uczony nie chciał już dłużej brać udziału w pracach nad "RH", pragnął powstrzymać Hassa i ujawnić wszystko prasie. Obydwaj wywiadowcy słusznie zakładają, że w kościele podczas pogrzebu będzie Hass. Tak też się staje – Sawuszkin rozpoznaje Hassa, lecz ten przypomina sobie również Sawuszkina. Po wyjściu z kościoła Sawuszkin zostaje natychmiast uprowadzony przez agenta BND Grebana i zaczyna być przez niego brutalnie przesłuchiwany w willi Hassa. Ładejnikowi udaje się wedrzeć do willi i po walce z Grebanem i Hassem uwolnić Sawuszkina. Sawuszkin ucieka wraz z dokumentacją "RH" zdobytą u Hassa, jednak sam Ładejnikow spowalniając pościg wpada w ręce policji. Zdemaskowany, otrzymuje wieloletni wyrok więzienia. Konsekwentnie odmawia współpracy i odrzuca propozycje werbunku ze strony zachodnich służb. Po kilku latach spędzonych w więzieniu zostaje w końcu wymieniony i powraca do ojczyzny. Na lotnisku widzi wiwatujące tłumy, jednak witają one nie jego, ale przybyłą tym samym samolotem zwycięską drużynę sportowców. Nieznanego bohatera wita jedynie kilku kolegów, którzy niepostrzeżenie odbierają go z lotniska.

## Obsada
- Donatas Banionis – Ładejnikow (głos Aleksandr Diemjanienko)
- Rołan Bykow – Sawuszkin
- Siergiej Kuriłow – generał KGB
- Giennadij Juchtin – kpt. Murawiow
- Bruno Frejndlich – generał KGB
- Ants Eskola – szef policji (głos Jefim Kopilian)
- Leonhard Merzin – ojciec Mortimer (głos Armen Dżigarchanian)
- Einari Koppel – Drayton
- Mauri Raus – Greban (głos Pawieł Kaszłakow)
- Władimir Erenberg – dr Hass
- Jüri Järvet – prof. O'Reilly
- Anda Zaice – Katrin
- Swietłana Korkoszko – właścicielka restauracji
- Laimonas Noreika – płk. Nikols
- Giennadij Juchtin – kapitan KGB
- Rudolf Abel – słowo wstępne

i inni.

## Wersja polska
Wersja polska: Studio Opracowań Filmów w Warszawie

Reżyseria: Tomasz Listkiewicz

## O filmie

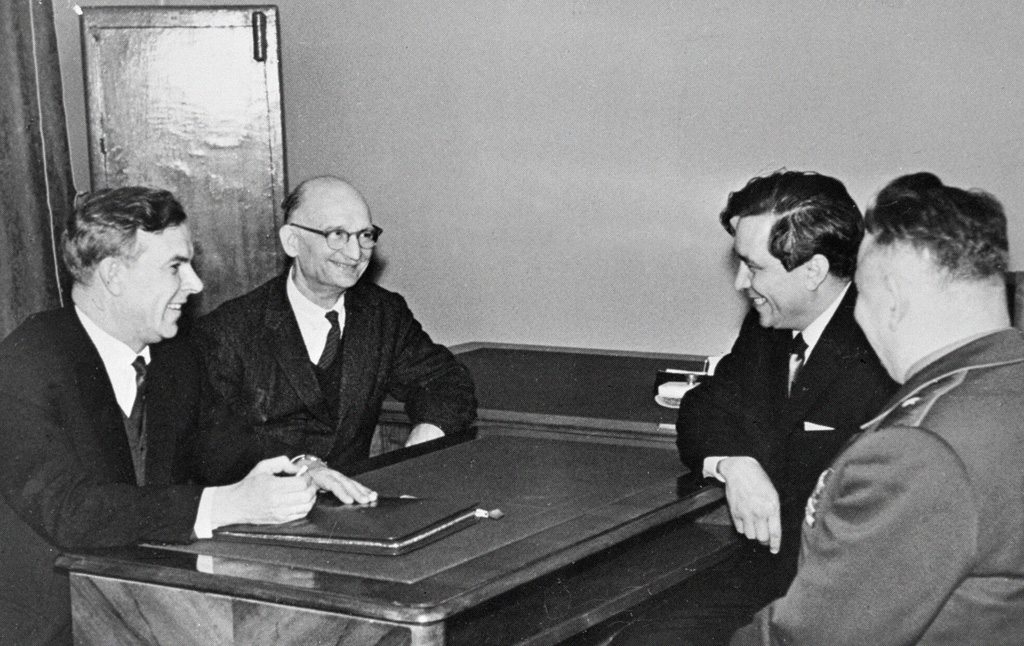
Rudolf Abel (drugi od lewej) i Konon Mołody (drugi od prawej). Ci dwaj autentyczni agenci radzieckiego wywiadu byli konsultantami filmu, a na historii ich szpiegowskiej działalności w dużym stopniu opierała się jego fabuła.

Fabuła filmu oparta została na prawdziwych wydarzeniach. W jego prologu wystąpił autentyczny oficer radzieckiego wywiadu Rudolf Abel (jeden z konsultantów filmu), który mówi o prowadzonych na Zachodzie doświadczeniach z bronią chemiczną i biologiczną, substancjami oddziałującymi na układ nerwowy. Eksperymenty takie zapoczątkowali naziści podczas II wojny światowej w obozach koncentracyjnych. W filmie można zobaczyć autentyczne filmy dokumentalne nakręcone przez SS, prezentujące zachowania ofiar takich eksperymentów. 
Martwy sezon był pierwszym, radzieckim filmem traktującym o działalności radzieckiego wywiadu w czasie zimnej wojny. Debiutem reżyserskim – w momencie realizacji – mało znanego Sawwy Kulisza, który przyniósł mu rozgłos i uznanie. Scenariusz filmu powstał na podstawie materiałów dostarczonych przez KGB. Protoplastą głównego bohatera – pułkownika Ładejnikowa – był autentyczny agent radzieckiego wywiadu Konon Mołody, który pod pseudonimem Panfiłow był również jednym z konsultantów filmu. Na przełomie lat 50. i 60. Mołody działał w Anglii pod fałszywą tożsamością i zajmował się m.in. rozpracowywaniem grupy byłych hitlerowskich uczonych pracujących nad bronią chemiczną. W 1961 Mołody został zdekonspirowany i aresztowany oraz skazany na 25 lat więzienia. Po trzech latach (w 1964) został wymieniony na brytyjskiego agenta w ZSRR Greville'a Wynne'a. 
Zarówno Abel i Mołody (którzy się dobrze znali i których działalność szpiegowska w Anglii i USA przypominała losy głównego bohatera) po obejrzeniu filmu nie byli z niego zadowoleni. Obydwaj byli zgodni, że o ile w pierwszej części można jeszcze natrafić na epizody przypominające pracę agentów wywiadu, o tyle w drugiej brak ich zupełnie. Pomimo to film spodobał się krytykom i widzom. 
Początkowo w głównej roli planowano obsadzić popularnego rosyjskiego aktora Wiaczesława Tichonowa, ale ostatecznie, przyjmując za główne kryterium podobieństwo zewnętrzne do pierwowzoru, zdecydowano się na mało znanego Litwina, Donatasa Banionisa, któremu film przyniósł olbrzymią popularność w całym ZSRR.
Plenery do filmu (Tallinn i Wilno) zlokalizowano w republikach nadbałtyckich – Estonii i Litwie – przy udziale wielu lokalnych aktorów i statystów, dysponujących odpowiednim dla fabuły filmu "zachodnim" wyglądem i zupełnie nieodpowiednim akcentem. Dlatego też, ich role zostały zdubbingowane.    
W drugiej połowie lat 90. reżyser nosił się z zamiarem nakręcenia drugiej części filmu, jednak plany te przerwała śmierć najpierw Bykowa (1998), a następnie Kulisza (2001).

## Nagrody i wyróżnienia
- 1969 – Nagroda za najlepszą reżyserię dla Sawwy Kulisza i najlepszą rolę pierwszoplanową dla Donatasa Banionisa na MFF w Sofii
- 1970 – Grand Prix na Wszechzwiązkowym Festiwalu Filmowym w Mińsku